# Dušan Džamonja
Dušan Džamonja (Strumica, 31. siječnja 1928. – Zagreb, 14. siječnja 2009.) hrvatski kipar, akademik i autor arhitektonskih projekata za muzeje, spomenike, galerije, nebodere i džamije.

## Životopis
Diplomirao je na Akademiji likovnih umjetnosti u Zagrebu 1951. godine, živio i radio u Bruxellesu, Vrsaru i Zagrebu. Prvu izložbu priredio je 1954. godine, a dobitnik je brojnih priznanja za svoj rad. U Vrsaru se nalazi spomenički kompleks njegove kuće s ateljeom i parkom skulptura.  
Osnovni materijali s kojima je radio su bronca, željezo, korten čelik i aluminij.
Džamonjine monumentalne apstraktne skulpture su već bile izložene na Place de Vendome u Parizu, Praca de Commercio u Lisabonu, ispred Palače pravde u Bruxellesu i u londonskom Regent´s Parku.
- Za njegovu karijeru osobito je bio značajan nastup na XXX. Venecijanskom bijenalu 1960. god. kada je nominiran za Grand Prix bijenala, i skrenuo na sebe pozornost međunarodne kritike.

Osim monumentalnih skulptura od betona i ciklusa skulptura životinja razvio je specifičan izraz u tehnici spoja čavala i spaljenog drva. 
Od 1988. godine bio je izvanredni član SANU na Odjeljenju likovne i glazbene umjetnosti, od 20. svibnja 2004. je redovni član HAZU.

Preminuo je 14. siječnja 2009. u osamdeset prvoj godini života.

## Izložbe
Imao je veliki broj samostalnih izložbi u Zagrebu, Beogradu, Milanu, Splitu, Veneciji, Cirihu, Ljubljani, Rimu, Hagu, Klagenfurtu, Đenovi, Skoplju, Kölnu, Mannheimu, Dubrovniku, Düsseldorfu, Sarajevu, Londonu i dr.
Učesnik je i brojnih reprezentativnih likovnih manifestacija u Jugoslaviji i inostranstvu i to Bienalu u Veneciji, Mediteranskom bienalu u Aleksandriji, „Ekspo 58“ u Bruxellesu, Bienalu u Antwerpenu, Trienalu u Beogradu, Bienalu mladih u Parizu, Bienalu u Spoletu, Bienalu u San Marinu, „Trigonu“ u Grazu, Bienali u Sao Paulu, Bienalu crteža u Rijeci, Jadranskom bienalu u Riminiju, „Dokumenta“ u Kasselu i dr.

## Najznačajnija djela
- Spomenik oslobođenju Istre, Pazin 1951. godina
- Spomenik palim borcima, Slavonski Brod 1951. godina
- Spomenik nepoznatom političkom zatvoreniku, Zagreb 1953. godina
- Spomenik oslobodiocima otoka Cresa i Lošinja, Mali Lošinj 1955. godina
- Spomenik strijeljanima u Jajincima, Jajinci 1957. i 1980. godina
- Spomenik prosinačkim žrtvama, Zagreb 1961. godina
- Komemorativno groblje u logoru Dahau 1959. i Dahau 2 1964. godina (projekat)
- Spomenik revoluciji u Moslavini, Podgarić 1967. godina
- Spomenik žrtvama fašizma u Podhumu, kod Rijeke, 1968. godine (projekat)
- Spomenik Stubičkoj bici 1573. 1969. godina (projekat)
- Spomen-grobnica jugoslavenskih boraca poginulih u Prvom i Drugom svjetskom ratu u Italiji, Barleta 1970. godina
- Spomenik revoluciji, Kozara-Mrakovica 1972. godina
- Spomenik pobjede i žrtvama na Srijemskom frontu 1974. godina (projekat)
- Spomen-grobnice u Rimu 1974. godina (projekat)
- Spomenik Edvardu Kardelju, Sisak 1980. godina
- Spomenik palim borcima, Jošan 1980. godina

## Nagrade i priznanja
- 1958. Druga i četvrta nagrada za idejni projekt Spomenika streljanima u Jajincima, Srbija
- 1959. Jedna od šest nagrada na međunarodnom natječaju za Spomenik žrtvama u Dachau, Njemačka
- 1960. Nagrada grada Zagreba, Hrvatska
- 1961. Premio Morgan’s Paint, Rimini, Italija
- 1962. Četvrta nagrada za Spomenik revolucije naroda Slavonije, Kamensko, Hrvatska
- 1963. Druga nagrada, IV. Bijennale, San Marino, Italija
- 1965. Zlatna medalja za umjetničko djelo, Veruchio, Italija
- 1968. Druga nagrada za idejni projekt Spomenika žrtvama fašizma u Podhumu, Rijeka, Hrvatska, Prva nagrada za projekt spomen-kosturnice, Barletta, Italija
- 1970. Prva nagrada za Spomenik revolucije na Mrakovici, Kozara, Bosna i Hercegovina
- 1974.  Druga nagrada za spomen-kosturnicu, Rim, Italija, Prva nagrada za projekt Spomenika pobjede i palim borcima na Srijemskom frontu 1944. – 1945., Srbija
- 1977.  Rembrantova nagrada, Goethe Stiftung zu Basel, Švicarska
- 1980.  Druga nagrada za Spomenik Edvardu Kardelju, Ljubljana, Slovenija
- 1982. Druga nagrada za Spomenik u Jajincima, Beograd, Srbija
- 1983. Treća nagrada, III. Biennale der Europäischen Grafik, Baden-Baden, njemačka
- 1986. Nagrada žirija, X. bijenale originalnog crteža, Rijeka, Hrvatska
- 1990. Druga nagrada za spomen-obilježje Kanala Rajna-Majna-Dunav, Njemačka
- 2000. Nagrada Masarykove Akademije za životno djelo, Prag, Češka Republika[2]

## Djela
- Glas hrvatske žrtve – Zid boli

## Vanjske poveznice
- Intervju s Dušanom Džamonjom / Skulptura kao avantura duha - Interview with Dušan Džamonja / Sculpture as a Spiritual Adventure, Croatia (putni časopis - inflight magazine) proljeće - spring 2002
- Park skulptura Dušana Džamonje u Vrsaru